# One Touch
Albums de Sugababes
Angels with Dirty Faces
Singles
1. Overload
Sortie : 2000
2. New Year
Sortie : 2000
3. Run For Cover
Sortie : 2001
4. Soul Sound
Sortie : 2001
5. Run for Cover feat. MNEK
Sortie : 2021
6. Same Old Story (Blood Orange Remix)
Sortie : 22 juin 2021

One Touch fut le premier album des Sugababes sorti le 27 novembre 2000 chez London Records.
L'album a été produit par Cameron McVey, celui qui a produit le premier album des All Saints et a été vendu à 600 000 exemplaires dans le monde. Les singles dans l'ordre respectif des sorties : Overload, New Year, Run For Cover et Soul Sound.

## Liste Des Titres
| 1.  | Overload       | - McVey - Jony Rockstar - Simm | 4:35 |
| 2.  | One Foot In    | - Watson - Smith               | 3:25 |
| 3.  | Same Old Story | Matt Rowebottom                | 3:03 |
| 4.  | Just Let It Go | Rowebottom                     | 5:01 |
| 5.  | Look at Me     | - McVey - Rockstar - Simm      | 3:58 |
| 6.  | Soul Sound     | Tom                            | 4:30 |
| 7.  | One Touch      | - Don-E - Tom                  | 4:20 |
| 8.  | Lush Life      | - Tom - McIntosh               | 4:28 |
| 9.  | Real Thing     | Rowebottom                     | 4:04 |
| 10. | New Year       | - McVey - Rockstar - Simm      | 3:51 |
| 11. | Promises       | - McVey - Rockstar - Simm      | 3:17 |
| 12. | Run for Cover  | - McVey - Rockstar - Simm      | 3:47 |

| 13. | Don't Wanna Wait | - Don-E - Tom | 4:42 |

### 20 year anniversary edition
L'édition anniversaire des 20 ans se compose de deux disques, le premier étant une version remastérisé de l'album original et de ses faces B. Le deuxième disque comprend de nouveaux remix de producteurs contemporains et des versions alternatives inédites.
| 1.  | Overload                         | - McVey - Rockstar - Simm                               | 4:35 |
| 2.  | One Foot In                      | - Watson - Smith                                        | 3:25 |
| 3.  | Same Old Story                   | Rowe                                                    | 3:03 |
| 4.  | Just Let It Go                   | Rowe                                                    | 5:01 |
| 5.  | Look at Me                       | - McVey - Rockstar - Simm                               | 3:58 |
| 6.  | Soul Sound                       | Tom                                                     | 4:30 |
| 7.  | One Touch                        | - Don-E - Tom                                           | 4:20 |
| 8.  | Lush Life                        | - Tom - McIntosh                                        | 4:28 |
| 9.  | Real Thing                       | Rowe                                                    | 4:04 |
| 10. | New Year                         | - McVey - Rockstar - Simm                               | 3:51 |
| 11. | Promises                         | - McVey - Rockstar - Simm                               | 3:17 |
| 12. | Run for Cover                    | - McVey - Rockstar - Simm                               | 3:47 |
| 13. | Don't Wanna Wait                 | - Don-E - Tom                                           | 4:43 |
| 14. | Sugababes on the Run             | - Lucas - Don-E                                         | 3:34 |
| 15. | Forever                          | Rowe                                                    | 2:56 |
| 16. | Little Lady Love (About 2 Remix) | - McVey - Rockstar - Simm - Remix Produced by - About 2 | 5:05 |
| 17. | Sometimes                        | Rowe                                                    | 3:27 |
| 18. | This Is What You Need (demo)     | Tom                                                     | 3:52 |
| 19. | Girls' Nite Out (demo)           | - McVey - Rockstar - Simm                               | 3:49 |
| 20. | Always Be the One (demo)         | Tom                                                     | 5:18 |

| 1.  | Run for Cover (MNEK Remix)                 | MNEK                                    | 3:33 |
| 2.  | Overload (Majestic Remix)                  | Majestic                                | 4:59 |
| 3.  | Same Old Story (Blood Orange Remix)        | Dev Hynes                               | 3:48 |
| 4.  | Overload (Metronomy vs Tatyana Remix)      | Metronomy & Tatyana                     | 4:21 |
| 5.  | Just Let It Go (2001 version)              |                                         | 4:54 |
| 6.  | Look at Me (alternative mix)               |                                         | 4:51 |
| 7.  | Real Thing (alternative version)           |                                         | 3:33 |
| 8.  | Soul Sound (alternative version)           | - McVey - Simm                          | 5:07 |
| 9.  | One Touch (C.R.E.A.M. Remix)               | Remixed by Charles                      | 4:02 |
| 10. | New Year (non Christmas version)           |                                         | 3:53 |
| 11. | Promises (acoustic mix)                    |                                         | 3:06 |
| 12. | Little Lady Love (original mix)            | - McVey - Rockstar - Simm               | 3:38 |
| 13. | Overload (Ed Case Remix)                   | Remixed by Ed Case                      | 4:49 |
| 14. | Run for Cover (G4orce All Things Nice Dub) | Remix & Additional Production by G4orce | 4:29 |
| 15. | Real Thing (2-Step Radio Mix)              | Remixed by Jimmy T & Themis             | 3:09 |

| 1. | The Other Side (demo)                  | - McVey - Rockstar - Simm                                    | 4:06 |
| 2. | All Around the World (demo)            | Tom                                                          | 3:47 |
| 3. | One Touch (alternative mix)            | - Don-E - Tom                                                | 4:48 |
| 4. | One Foot In (alternative mix)          | - Watson - Smith                                             | 3:30 |
| 5. | Sugababes on the Run (alternative mix) | - Lucas - Don-E - Additional Production & Mix - McVey - Simm | 3:46 |
| 6. | Soul Sound (Medway City Heights Edit)  | Tom                                                          | 4:30 |

## Charts
| Chart (2001)                 | Meilleur classement |
| ---------------------------- | ------------------- |
| Australie (ARIA)             | 63                  |
| Autriche (Ö3 Austria Top 40) | 6                   |
| Allemagne (Media Control AG) | 7                   |
| Irlande (IRMA)               | 55                  |
| Nouvelle-Zélande (RIANZ)     | 16                  |
| Suisse (Schweizer Hitparade) | 8                   |
| Royaume-Uni                  | 2                   |

| Chart (2021) | Meilleur classement |
| ------------ | ------------------- |
| Écosse       | 9                   |
| Royaume-Uni  | 18                  |